# Gran Premio motociclistico di Francia 1973
Il Gran Premio motociclistico di Francia fu il primo appuntamento del motomondiale 1973.
Si svolse il 22 aprile 1973 presso il Circuito Paul Ricard. Corsero tutte le categorie, meno la 50.
In 500 fece la sua prima apparizione la Yamaha OW 20, che diede a Jarno Saarinen, esordiente nella classe regina, la sua prima vittoria. Giacomo Agostini (che aveva vinto in precedenza la gara della 350) cadde al nono giro, ritirandosi, cercando di riprendere il finlandese, mentre l'altra MV Agusta, quella di Phil Read, concluse la gara al secondo posto davanti a Hideo Kanaya sulla seconda OW 20.
Vittoria per Saarinen anche in 250 davanti a Kanaya e a Renzo Pasolini (Harley-Davidson).
In 125 Ángel Nieto, al debutto con la Morbidelli, fece segnare la pole position e il giro più veloce prima di ritirarsi per una caduta al settimo giro: la vittoria andò quindi a Kent Andersson. Sesto Otello Buscherini, penalizzato dall'errore di un commissario di gara che sventolò la bandiera a scacchi con un giro d'anticipo, facendogli perdere quattro posizioni.
Nei sidecar vittoria per Klaus Enders.
In occasione del GP si svolse anche una gara non iridata della categoria Formula 750 sulla distanza di 17 giri: pole position ad André-Luc Appietto (Yamaha) in 2' 23" 6, vittoria a Guido Mandracci (Suzuki) in 39' 25" 1.

## Classe 500

### Arrivati al traguardo
| Pos. | Pilota               | Moto      | Tempo     | Punti |
| ---- | -------------------- | --------- | --------- | ----- |
| 1    | Jarno Saarinen       | Yamaha    | 45' 57" 3 | 15    |
| 2    | Phil Read            | MV Agusta | +16"      | 12    |
| 3    | Hideo Kanaya         | Yamaha    | +18" 1    | 10    |
| 4    | Christian Léon       | Kawasaki  | +1' 38" 4 | 8     |
| 5    | Kim Newcombe         | König     | +1' 54" 5 | 6     |
| 6    | Guido Mandracci      | Suzuki    | +2' 07" 1 | 5     |
| 7    | Eric Offenstadt      | Kawasaki  | +1 giro   | 4     |
| 8    | Jean-François Baldé  | Kawasaki  | +1 giro   | 3     |
| 9    | Billie Nelson        | Yamaha    | +1 giro   | 2     |
| 10   | Jack Findlay         | Suzuki    | +1 giro   | 1     |
| 11   | Alois Maxwald        | Rotax     | +1 giro   |       |
| 12   | Bosse Granath        | Husqvarna | +1 giro   |       |
| 13   | Kjell Solberg        | Yamaha    | +1 giro   |       |
| 14   | Armando Toracca      | Paton     | +1 giro   |       |
| 15   | Sven-Olof Gunnarsson | Kawasaki  | +2 giri   |       |
| 16   | Jean Luc             | Kawasaki  | +2 giri   |       |
| 17   | Lars Pahlsson        | OSSA      | +2 giri   |       |
| 18   | Derek Lee            | Suzuki    | +2 giri   |       |
| 19   | Ernst Hiller         | König     | +2 giri   |       |
| 20   | Michael Schmid       | Yamaha    | +2 giri   |       |
| 21   | André Pogolotti      | Suzuki    | +2 giri   |       |
| 22   | Seppo Kangasniemi    | Yamaha    | +2 giri   |       |
| 23   | Horst Lahfeld        | Yamaha    | +2 giri   |       |

### Ritirati
| Pilota              | Moto            | Motivo ritiro |
| ------------------- | --------------- | ------------- |
| János Drapál        | Yamaha          |               |
| Christian Bourgeois | Yamaha          |               |
| Giacomo Agostini    | Yamaha          | caduta        |
| Werner Giger        | Yamaha          |               |
| Alex George         | Yamaha          |               |
| Chas Mortimer       | Yamaha          |               |
| Gyula Marsovszky    | Yamaha          |               |
| Kaarlo Koivuniemi   | Kawasaki        |               |
| Reinhard Hiller     | König           |               |
| Bruno Kneubühler    | Yamaha          |               |
| Paul Eickelberg     | König           |               |
| Michel Rougerie     | Harley-Davidson |               |
| Roberto Gallina     | Paton           |               |

## Classe 350
35 piloti alla partenza, 27 al traguardo.

### Arrivati al traguardo
| Pos. | Pilota               | Moto            | Tempo   | Griglia | Punti |
| ---- | -------------------- | --------------- | ------- | ------- | ----- |
| 1    | Giacomo Agostini     | MV Agusta       | 46.45.5 |         | 15    |
| 2    | Phil Read            | MV Agusta       | 46.58.3 |         | 12    |
| 3    | Teuvo Länsivuori     | Yamaha          | 47.08.0 |         | 10    |
| 4    | Werner Pfirter       | Yamaha          | 47.41.5 |         | 8     |
| 5    | Kent Andersson       | Yamaha          | 47.45.0 |         | 6     |
| 6    | Walter Villa         | Kawasaki        | 47.53.1 |         | 5     |
| 7    | Pentti Korhonen      | Yamaha          | 48.00.2 |         | 4     |
| 8    | Bruno Kneubühler     | Harley-Davidson | 48.01.9 |         | 3     |
| 9    | Kurt Carlsson        | Yamaha          | 48.04.4 |         | 2     |
| 10   | Eduardo Celso-Santos | Yamaha          | 48.12.9 |         | 1     |
| 11   | Dieter Braun         | Yamaha          | 48.18.9 |         |       |
| 12   | Gérard Debrock       | Yamaha          | 49.06.9 |         |       |
| 13   | Víctor Palomo        | Yamaha          | 1 giro  |         |       |
| 14   | Ramon Jimenez        | Yamaha          | 1 giro  |         |       |
| 15   | Roland Nilsson       | Yamaha          | 1 giro  |         |       |
| 16   | Rémy Hirschy         | Yamaha          | 1 giro  |         |       |
| 17   | Adrie van den Broeke | Yamaha          | 1 giro  |         |       |
| 18   | Silvio Grassetti     | Yamaha          | 1 giro  |         |       |
| 19   | Karl Auer            | Yamaha          | 1 giro  |         |       |
| 20   | Rob Bron             | Yamaha          | 1 giro  |         |       |
| 21   | Pekka Nurmi          | Yamaha          | 1 giro  |         |       |
| 22   | Kjell Solberg        | Yamaha          | 1 giro  |         |       |
| 23   | Helmut Kassner       | Yamaha          | 1 giro  |         |       |
| 24   | Iwan Panizzi         | Yamaha          | 1 giro  |         |       |
| 25   | Mike Trimby          | Yamaha          | 1 giro  |         |       |
| 26   | Giovanni Proni       | Yamaha          | 4 giri  |         |       |
| 27   | Billie Nelson        | Yamaha          | 5 giri  |         |       |

### Ritirati
| Pilota           | Moto            | Motivo | Griglia |
| ---------------- | --------------- | ------ | ------- |
| Kai Kuparinen    | Yamaha          |        |         |
| Gérard Choukroun | Yamaha          |        |         |
| János Drapál     | Yamaha          |        |         |
| Marcel Ankoné    | Yamsel          |        |         |
| John Dodds       | Yamaha          |        |         |
| Renzo Pasolini   | Harley-Davidson |        |         |
| Bosse Granath    | Yamaha          |        |         |
| Lars Pahlsson    | Yamaha          |        |         |

## Classe 250
36 piloti alla partenza, 29 al traguardo.

### Arrivati al traguardo
| Pos. | Pilota               | Moto            | Tempo   | Griglia | Punti |
| ---- | -------------------- | --------------- | ------- | ------- | ----- |
| 1    | Jarno Saarinen       | Yamaha          | 47.47.2 |         | 15    |
| 2    | Hideo Kanaya         | Yamaha          | 48.14.8 |         | 12    |
| 3    | Renzo Pasolini       | Harley-Davidson | 48.20.7 |         | 10    |
| 4    | Michel Rougerie      | Harley-Davidson | 48.30.2 |         | 8     |
| 5    | Teuvo Länsivuori     | Yamaha          | 48.43.6 |         | 6     |
| 6    | Roberto Gallina      | Yamaha          | 48.53.8 |         | 5     |
| 7    | Chas Mortimer        | Yamaha          | 49.01.4 |         | 4     |
| 8    | André-Luc Appietto   | Yamaha          | 49.03.9 |         | 3     |
| 9    | Patrick Pons         | Yamaha          | 49.04.2 |         | 2     |
| 10   | Walter Villa         | Yamaha          | 49.17.9 |         | 1     |
| 11   | André Kaci           | Yamaha          | 49.18.6 |         |       |
| 12   | Börje Jansson        | Yamaha          | 49.26.0 |         |       |
| 13   | John Dodds           | Yamaha          | 49.21.7 |         |       |
| 14   | Christian Bourgeois  | Yamaha          | 49.37.9 |         |       |
| 15   | Fosco Giansanti      | Yamaha          | 50.02.4 |         |       |
| 16   | Claude Ben El Hadj   | Yamaha          | 1 giro  |         |       |
| 17   | Werner Pfirter       | Yamaha          | 1 giro  |         |       |
| 18   | Olivier Chevallier   | Yamaha          | 1 giro  |         |       |
| 19   | Thierry Tchernine    | Yamaha          | 1 giro  |         |       |
| 20   | Rolf Minhoff         | Yamaha          | 1 giro  |         |       |
| 21   | Adrie van den Broeke | Yamaha          | 1 giro  |         |       |
| 22   | Etienne Delamarre    | Yamaha          | 1 giro  |         |       |
| 23   | Hans Hallberg        | Yamaha          | 1 giro  |         |       |
| 24   | Iwan Panizzi         | Yamaha          | 1 giro  |         |       |
| 25   | Hans Mühlebach       | MZ              | 1 giro  |         |       |
| 26   | Jean-Paul Boinet     | Yamaha          | 1 giro  |         |       |
| 27   | Patrick Faucompre    | Yamaha          | 1 giro  |         |       |
| 28   | Dieter Braun         | Yamaha          | 1 giro  |         |       |
| 29   | Ingemar Larson       | Yamaha          | 1 giro  |         |       |

### Ritirati
| Pilota           | Moto   | Motivo | Griglia |
| ---------------- | ------ | ------ | ------- |
| Werner Giger     | Yamaha |        |         |
| Mike Fogg        | Yamaha |        |         |
| Charlie Charrier | Yamaha |        |         |
| Christian Huguet | Yamaha |        |         |
| Silvio Grassetti | Yamaha |        |         |
| Karl Auer        | Yamaha |        |         |
| Roger Ruiz       | Yamaha |        |         |

## Classe 125
36 piloti alla partenza, 22 al traguardo.

### Arrivati al traguardo
| Pos. | Pilota             | Moto             | Tempo   | Griglia | Punti |
| ---- | ------------------ | ---------------- | ------- | ------- | ----- |
| 1    | Kent Andersson     | Yamaha           | 43.04.4 |         | 15    |
| 2    | Börje Jansson      | Maico            | 45.28.2 |         | 12    |
| 3    | Thierry Tchernine  | Yamaha           | 45.40.0 |         | 10    |
| 4    | Eugenio Lazzarini  | Piovaticci-Maico | 45.40.4 |         | 8     |
| 5    | Matti Salonen      | Yamaha           | 45.48.7 |         | 6     |
| 6    | Otello Buscherini  | Malanca          | 1 giro  |         | 5     |
| 7    | Rolf Minhoff       | Maico            | 1 giro  |         | 4     |
| 8    | Horst Seel         | Maico            | 1 giro  |         | 3     |
| 9    | Walter Winkler     | Maico            | 1 giro  |         | 2     |
| 10   | Pentti Salonen     | Yamaha           | 1 giro  |         | 1     |
| 11   | Hans Hallberg      | Yamaha           | 1 giro  |         |       |
| 12   | Etienne Delamarre  | Yamaha           | 1 giro  |         |       |
| 13   | Hans-Jürgen Hummel | Yamaha           | 1 giro  |         |       |
| 14   | Luigi Rinaudo      | Yamaha           | 1 giro  |         |       |
| 15   | Werner Schmied     | Rotax            | 1 giro  |         |       |
| 16   | Xaver Tschannen    | Maico            | 1 giro  |         |       |
| 17   | Gianni Ribuffo     | LGM              | 1 giro  |         |       |
| 18   | Jean-Pierre Clerc  | Yamaha           | 2 giri  |         |       |
| 19   | Matti Kinnunen     | Yamaha           | 2 giri  |         |       |
| 20   | Paul Eickelberg    | Maico            | 3 giri  |         |       |

### Ritirati
| Pilota      | Moto       | Motivo | Griglia |
| ----------- | ---------- | ------ | ------- |
| Ángel Nieto | Morbidelli |        | 1       |

## Classe sidecar

### Arrivati al traguardo
| Pos | Pilota           | Passeggero       | Moto          | Tempo     | Punti |
| --- | ---------------- | ---------------- | ------------- | --------- | ----- |
| 1   | Klaus Enders     | Ralf Engelhardt  | Busch-BMW     | 44' 27" 9 | 15    |
| 2   | Jeff Gawley      | Peter Sales      | König         | +25" 3    | 12    |
| 3   | Werner Schwärzel | Karl-Heinz Kleis | König         | +1' 04" 8 | 10    |
| 4   | Richard Wegener  | Rolf Kabbe       | BMW           | +1' 14" 7 | 8     |
| 5   | Rolf Steinhausen | Karl Scheurer    | König         | +1' 28" 8 | 6     |
| 6   | Michel Vanneste  | Serge Vanneste   | BMW           | +2' 02" 3 | 5     |
| 7   | Karl Venus       | Rainer Gundel    | BMW           | +2' 22" 6 | 4     |
| 8   | Gustav Pape      | Franz Kallenberg | BMW           | +2' 26" 3 | 3     |
| 9   | Gerry Boret      | Nick Boret       | Renwick-König | +1 giro   | 2     |
| 10  | Egon Schons      | Karl Lauterbach  | BMW           |           | 1     |

## Fonti e bibliografia
- La Stampa, 22 aprile 1973, pag. 18 e 24 aprile 1973, pag. 17
- El Mundo Deportivo, 22 aprile 1973, pag. 20 e 23 aprile 1973, pagg. 28-29
- Risultati della 500 su autosport.com, su autosport.com.
- "Moto 73" n° 9 del 4 maggio 1973, pagg. 4-7, su motorracehistorie.nl. URL consultato il 25 novembre 2012 (archiviato dall'url originale il 4 marzo 2016).